# Rigtige mænd gider ikke høre mere vrøvl
Rigtige mænd gider ikke høre mere vrøvl er et album fra 1985 og det femte i rækken fra tv·2. Tekst og musik er af Steffen Brandt. Den er indspillet i Puk-studiet ved Randers og produceret af den engelske producer Greg Walsh.
Albummet var det mest solgte album i Danmark i 1985. Pladen blev en salgssucces for gruppen og er solgt i mere end 250.000 eksemplarer, hvilket gør det til den mest solgte tv-2-plade til dato. Titelnummeret blev kritiseret af kvindesagsorganisationer for at være mandschauvinistisk, selvom teksten egentlig er en ironisering over tidens "rigtige mænd". Udover titelnummeret blev også "Hele Verden Fra Forstanden" et stort hit.

## Numre
Side 1
1. "Rigtige Mænd"
2. "På Skanderborg Station"
3. "Hr. Og Fru Danmark"
4. "Eventyr For Begyndere"
5. "Vi Er Verden"

Side 2
1. "Det Er Mig Du Drømmer Om"
2. "Evelyn"
3. "Det Var Sommer"
4. "September 85"
5. "Hele Verden Fra Forstanden"